# Arthur Googy
Arthur Googy (...) è un batterista statunitense, ex componente storico del gruppo horror punk Misfits.
Dopo aver suonato con il gruppo di Lodi (New Jersey) dal 1980 al 1982, lascia la band e forma gli Antidote, che puntano la propria attenzione alla retorica nazista di alcuni gruppi nazi punk del periodo.

## Discografia

### Con i Misfits
- 3 Hits from Hell (1981) - 7" EP
- Halloween (1981) - singolo 7"
- Walk Among Us (1982) - LP
- 12 Hits from Hell (1997) - LP
- Evilive (1982)
- Collection I
- Collection II
- Legacy of Brutality (Tracce 9, 12 e 13)  (1985)
- Earth A.D. (Traccia 11)(1983)

### Con gli Antidote
- Thou Shalt Not Kill (1983) - EP 7"
- The A7 And Beyond   (1984)